# استنیون
استنیون (به انگلیسی: Stanion) یک روستا و محله مدنی در بریتانیا است که در Corby واقع شده‌است. استنیون ۱٬۲۵۲ نفر جمعیت دارد.